# دارایا
دارایا (به عربی: داریا) یک منطقهٔ مسکونی در لبنان است که در استان شمالی لبنان واقع شده‌است.

## خصوصیات
دارایا ۳۳۷ متر بالاتر از سطح دریا واقع شده‌است.